# Brunsnæs
Brunsnæs (deutsch Brunsnis, auch Brunsnäs und Brunsnaes) ist ein dänisches Dorf, das zur Sønderborg Kommune an der Flensburger Förde gehört. Es gehört zu Broager Sogn.

## Lage
Brunsnæs befindet sich auf einer kleinen Halbinsel, die einen Teil der größeren Broacker Halbinsel darstellt. Das Dorf Brunsnæs liegt südlich des Dorfes Iller und des Ortes Broager. Drei Kilometer östlich von Brunsnæs liegt Skelde.

## Hintergrund
Der Hintergrund der Ortsbennung ist unklar. Im Niederdeutschen hat das Wort „bru(u)n“ die Bedeutung „braun“. Das Wort „Nis“, kommt in der Gegend mehrfach in Ortsnamen vor, so auch im Falle der Orte Holnis und Habernis, wo es gleichfalls Nase, Landnase beziehungsweise Landzunge bedeutet.
In Verbindung mit dem Glücksburger Rudekloster wurde um 1209 die Fährverbindung zwischen Brunsnæs und Holnis erstmals erwähnt, welche über Jahrhunderte Bestand haben sollte. Auch auf einer Landkarte des Kartografen Franz Geerz aus dem Jahr 1858 war „Brunsnis“ namentlich verzeichnet. In den 1940er Jahren wurde die Dampfschiffverbindung eingestellt. Beim Dorf Brunsnæs befindet sich noch heute der alte Fährkrug mit der alten Fähranlagebrücke. Seit 2001 wurde die Einrichtung einer Fußgänger- und Fahrradfährverbindung als Ersatz diskutiert. Der Wanderweg Gendarmstien führt heute an Brunsnæs entlang. 2019 nahm schließlich eine dänische Fahrradfähre zwischen Langballigau und Egernsund, mit Zwischenstopp in Brunsnæs, ihren Betrieb auf.

## Sage vom Teufel und seinem Fährknecht Nis
Der Fährknecht Nis stand einst im Dienste des Teufels. Mit einem Schiff fuhren die beiden über die Förde. Der Teufel gab ihm harsche Befehle zur Führung des Schiffes. Als sie auf die Landnase bei Broaker zusteuerten, knurrte der Nis verdrossen. Der Teufel rief ihm darauf fragend zu: „Brumms’ Nis?“ Der brummende Nis, der die Frage offenbar nur undeutlich hörte, sagte darauf nichts und gehorchte weiter den Befehlen. Die kleine Halbinsel erhielt danach den Namen „Brunsnis“.